# Sinnenas rike (musikalbum)
Sinnenas Rike är ett musikalbum från 1985 av den svenska musikgruppen Lustans Lakejer. Det var gruppens sjätte album och släpptes i september 1985 på skivbolaget Stranded Rekords.
I en kommentar till CD-utgåvan 2006 skriver Johan Kinde att han här första gången skrev texter om sådant som han själv hade upplevt istället för sådant som han bara drömde om att uppleva.

## Låtlista
Sida A
1. Sinnenas rike
2. Kyssande vind
3. Duchess
4. Stjärna i rännsten
5. Djuret inom mig

Sida B
1. Brustna hjärtans patrull
2. Stormen
3. Fallna änglar
4. (What the) Redheads (Promise, the Blonde Ones Keep)
5. Solen har sin gång

CD-utgåva 2006
1. Intro (Stjärna i rännsten)
2. Sinnenas rike
3. Kyssande vind
4. Duchess
5. Stjärna i rännsten
6. Djuret inom mig
7. Brustna hjärtans patrull
8. Stormen
9. Fallna änglar
10. (What the) Redheads (Promise, the Blonde Ones Keep)
11. Solen har sin gång
12. Postludium (Stjärna i rännsten)
13. Tusen och en natt (Original 7" version)
14. Som ett rykte
15. Fallna änglar (Dansgolvsversion)
16. Redhead Relaxation (Live at B.P.)
17. Tusen och en natt (12" version)

## Medverkande i urval
- Johan Kinde – sång, synthesizer, gitarr
- Anders Ericson – gitarr

Albumet spelades in och mixades av Pontus Olsson i Polar Studio och Park Studio.